# Estació d'Anglesola
Anglesola és una estació ferroviària propietat d'adif situada al sud de la població d'Anglesola a la comarca de l'Urgell. L'estació es troba a la línia Barcelona-Manresa-Lleida entre les estacions de Tàrrega i Bellpuig i hi tenen parada trens de la línia R12 dels serveis regionals de Rodalies de Catalunya, operat per Renfe Operadora.
Al passat, l'estació va disposar de diverses vies més una àrea de mercaderies, però ara només és un baixador amb sola via i andana. L'antic edifici de l'estació és en estat ruïnós.
Aquesta estació de la «Línia de Manresa» (o Saragossa) va entrar en funcionament l'any 1860 quan va entrar en servei el tram construït per la Companyia del Ferrocarril de Saragossa a Barcelona entre Manresa (1859) i Lleida. El 12 de gener de 1934 es va produir un xoc de trens a la sortida de l'estació, entre un comboi mixt de passatgers i un altre que transportava bestiar. El 1981 s'instal·lava catenària per l'electrificació del tram entre Manresa i Lleida.
L'any 2016 va registrar l'entrada de 2.000 passatgers.

## Serveis ferroviaris
| Rodalia de Lleida      |          |                           |         |                        |
| Procedència/Destinació | <        | Línia                     | >       | Procedència/Destinació |
| Lleida Pirineus        | Bellpuig |                           | Tàrrega | Cervera                |
| Lleida Pirineus        | Bellpuig | Terrassa Estació del Nord | Tàrrega |                        |